# Arotros striata
Arotros striata är en fjärilsart som beskrevs av William Schaus 1892. Arotros striata ingår i släktet Arotros och familjen silkesspinnare. Inga underarter finns listade i Catalogue of Life.